# Ga Maibara
Ga Maibara (米原駅 Maibara-eki) là một ga tàu điện ở Maibara, Shiga, Nhật Bản. Nó là trạm trung chuyển của Công ty Đường sắt Tây Nhật Bản (JR Tây) Tuyến chính Hokuriku, và là ranh giới giữa JR Tây với JR Trung tâm qua Tuyến Tōkaidō chính.

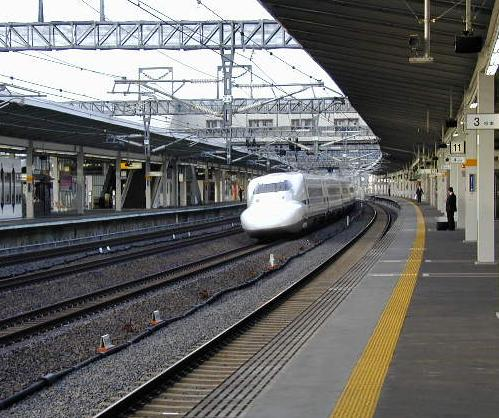
Bố trí tàu Shinkansen

Nhà ga mở của vào ngày 1 tháng 7 năm 1889. từ năm 1987, nhà điều khiển chính đã là JR Tây, và thế JR Trung tâm quản lý các đường tàu Shinkansen.

## Tuyến
- Công ty Đường sắt Tây Nhật Bản (JR Tây):
  - Tuyến Tōkaidō chính (Tuyến Biwako)
  - Tuyến Hokuriku chính
- Công ty Đường sắt Trung tâm Nhật Bản (JR Trung tâm):
  - Tōkaidō Shinkansen
  - Tuyến Tōkaidō chính (cho Ōgaki và Gifu)
- Đường sắt Ohmi:
  - Tuyến chính (Tuyến Hikone Taga-Taisha)

## Bố trí nhà ga

### JR
Có ba bố trí đảo với 6 đường tàu của tuyến Tōkaidō và tuyến Hokuriku. Có một bố trí đảo, một bố trí phụ với 5 đường tàu của Tōkaidō Shinkansen.
| 2, 3    | ■ Tuyến Biwako       | ■tàu địa phương, ■dịch vụ nhanh đặc biệt, ■dịch vụ hạn chế và ■dịch vụ cho Kusatsu, Kyoto và Osaka ■dịch vụ hạn chế sân bay Kansai Haruka cho Sân bay Kansai        |
| 5, 6, 7 | ■ Tuyến Hokuriku     | ■tàu địa phương, ■nhanh đặc biệt cho Tsuruga, Fukui và Kanazawa ■dịch vụ hạn chế Shirasagi cho Kanazawa và Toyama                                                   |
| 7, 8    | ■ Tuyến Tōkaidō      | ■tàu địa phương, ■tàu nhanh, ■tàu nhanh mới, ■tàu nhanh đặc biệt và ■dịch vụ hạn chế Shirasagi cho Ogaki, Gifu và Nagoya ■dịch vụ hạn chế Hida cho Gero và Takayama |
| 11      | ■ Tōkaidō Shinkansen | ■Hikari và ■Kodama cho Shin-Ōsaka, Okayama và Hiroshima |
| 12      | ■ Tōkaidō Shinkansen | ■Hikari và ■Kodama cho Nagoya, Shin-Yokohama và Tokyo |
| 13      | ■ Tōkaidō Shinkansen | tối đa |

### Đường sắt Ohmi
Ga Đường sắt Ohmi gồm một bố trí đảo phục vụ vho 2 đường tàu.
| 1, 2 | ■ Tuyến chính (Tuyến Hikone Taga-Taisha) | cho Taga Taisha-mae, Yōkaichi, Ōmi-Hachiman và Kibukawa |

## Vùng chung quanh
- Phát triển phần mềm Nhật Bản [ja]
- Chi nhánh Maibara của Ngân hàng Kansai Mirai [ja]
- Bưu điện Maibara [ja]
- Chi nhánh Maibara của Ngân hàng Nagahama Shinkin [ja]
- Toyoko Inn [ja] Maibara Trạm Shinkansen Lối ra Tây
- Trung tâm Giấy phép Lái xe Quận Shiga [ja] (Chi nhánh Maibara)
- Quốc lộ 8 (Nhật Bản) [ja]
- Quốc lộ 21 (Nhật Bản) [ja]
- Chi nhánh Maibara của Ngân hàng Shiga [ja]
- Sở cảnh sát Maibara [ja]
- Trường trung học Maibara tỉnh Shiga [ja]
- Viện nghiên cứu trung tâm Yanmar [ja]

## Ga liền kề
| «                                                     | «                            | Dịch vụ                      | »                            | »                            |
| Tuyến Biwako (Tuyến Tokaido)                          | Tuyến Biwako (Tuyến Tokaido) | Tuyến Biwako (Tuyến Tokaido) | Tuyến Biwako (Tuyến Tokaido) | Tuyến Biwako (Tuyến Tokaido) |
| ----------------------------------------------------- | ---------------------------- | ---------------------------- | ---------------------------- | ---------------------------- |
| Ga cuối                                               |                              | Địa phương (Tàu 3 cửa)       |                              | Hikone                       |
| Ga cuối                                               |                              | Dịch vụ nhanh đặc biệt       |                              | Hikone                       |
| Ga cuối                                               |                              | Dịch vụ hạn chế Haruka       |                              | Hikone                       |
| Ogaki                                                 |                              | Dịch vụ hạn chế Hida         |                              | Kusatsu                      |
| Tuyến Biwako (Tuyến Hokuriku)                         |                              |                              |                              |                              |
| Ga cuối                                               |                              | Địa phương                   |                              | Sakata                       |
| Ga cuối                                               |                              | Dịch vụ nhanh đặc biệt       |                              | Sakata                       |
| Tokaido Shinkansen                                    |                              |                              |                              |                              |
| Nozomi: không dừng                                    |                              |                              |                              |                              |
| Gifu-Hashima                                          |                              | Kodama                       |                              | Kyoto                        |
| Gifu-Hashima                                          |                              | Hikari                       |                              | Kyoto                        |
| Tuyến Tokaido                                         |                              |                              |                              |                              |
| Samegai                                               |                              | Địa phương                   |                              | Ga cuối                      |
| Samegai                                               |                              | Nhanh một phần (chỉ dừng)    |                              | Ga cuối                      |
| Samegai                                               |                              | Nhanh                        |                              | Ga cuối                      |
| Samegai                                               |                              | Nhanh mới                    |                              | Ga cuối                      |
| Samegai                                               |                              | Nhanh đặc biệt               |                              | Ga cuối                      |
| Ogaki                                                 |                              | Dịch vụ hạn chế Hida         |                              | Kusatsu                      |
| Tuyến Đường sắt Ohmi chính (Tuyến Hikone Taga-Taisha) |                              |                              |                              |                              |
| Ga cuối                                               |                              | Địa phương                   |                              | Fujitec-mae                  |